# برج الفيصلية
برج الفيصلية، هو أحد أبرز مباني مدينة الرياض. بني على مساحة 55 ألف متر مربع، في وسط مدينة الرياض في حي العليا، ويحده من الغرب طريق الملك فهد ومن الشرق طريق العليا العام، وتبلغ المساحة المبنية مـن المشـروع 240 ألف متر مربع، وبتكلفة إجمالية مليار ومائتا مليون ريال تمثل تكلفة الإنشاء 950 مليون ريال سعودي. بدأ العمل في البرج في عام 1997 وافتتح في مايو 2000.

## مكونات البرج
يتكون من برج مكتبي بارتفاع 267 مترا ويحتل المرتبة الأربعين ضمن أطول مباني العالم وبثلاثين دورًا، ويرتفع إلى أعلى بشكل هرمي مقوس الحواف يعلوه كرة زجاجية، وصالة للحفلات تمثل فراغًًا مفتوحًا بدون أعمدة بمساحة 80م 57xم تتسع لحوالي 4000 شخص.
ويشتمل البرج على سوق تجارية تتكون من ثلاثة أدوار ودور أرضي بمساحة 45000 متر مربع يضم 150 محلا تجاريًا. أما الفندق فيعتبر أحد فنادق الخمسة نجوم ويحتوي على 224 غرفة بالإضافة للخدمات المصاحبة لها موزعة على ثمانية أدوار، وفي الجهة الجنوبية من المشروع يقع مبنى الشقق المفروشة بارتفاع ثمانية أدوار أيضًا ويحتوي على مائة شقة مجهزة و99 طابقاً.

## التصميم الهندسي
تعتبر أساسات برج مركز الفيصلية من أكبر القواعد التي صبت لها الخرسانة بطريقة مستمرة بالمملكة حيث استغرقت عملية صب 6000 متر مكعب من الخرسانة سبع عشرة ساعة عمل متواصلة بدأت من الخامسة مساء وحتى العاشرة صباحا من اليوم التالي بشكل متواصل ومستمر.
ويحتوي البرج على ثلاثين طابقا تتراوح مساحات الطابق ما بين 1500م2 في بدايته وإلى 500م تصاعديا في نهاية البرج شيدت من الخرسانة الجاهزة ويعلو الجزء الخرساني هيكل معدني مفتوح يصل ارتفاعه إلى 93 مترا.

## حقائق وأرقام
يزن البرج حوالي 10,000 طن ويتوسط قلب البرج ما يشبه الأنبوب المفرغ يمثل مساحة 26% من مساحة كل دور يمر به بينما الحوائط الداخلية الإنشائية مثل المخصصة للمصاعد وسلالم الخدمة تضيف مزيدا من القوة والصلابة ويحمل وسط البرج وزنا يعادل 65% من الحمل الرأسي ويقاوم كافة قوى الرياح ولقد صمم البرج لمقاومة سرعة رياح مقدارها 140كلم/ساعة.
كما أن قمة البرج من المتوقع أن تميل بحوالي 450 ملم (في حدود ثلاث سنوات من الريح) وتتحرك نحو 250ملم بعد حوالي خمس عشرة سنة من تأثير الرياح علما بأن هذه الحركة في الحدود المعقولة والتي لا يشعر بها الإنسان إطلاقا، وحين انه تم زراعة الاشجار بكثافة حول البناء لكى تحافظ على اتزانه وذلك بعد ان لوحظ ان سرعة الرياح لها تاثير على هذا الارتفاع.

## معرض الصور

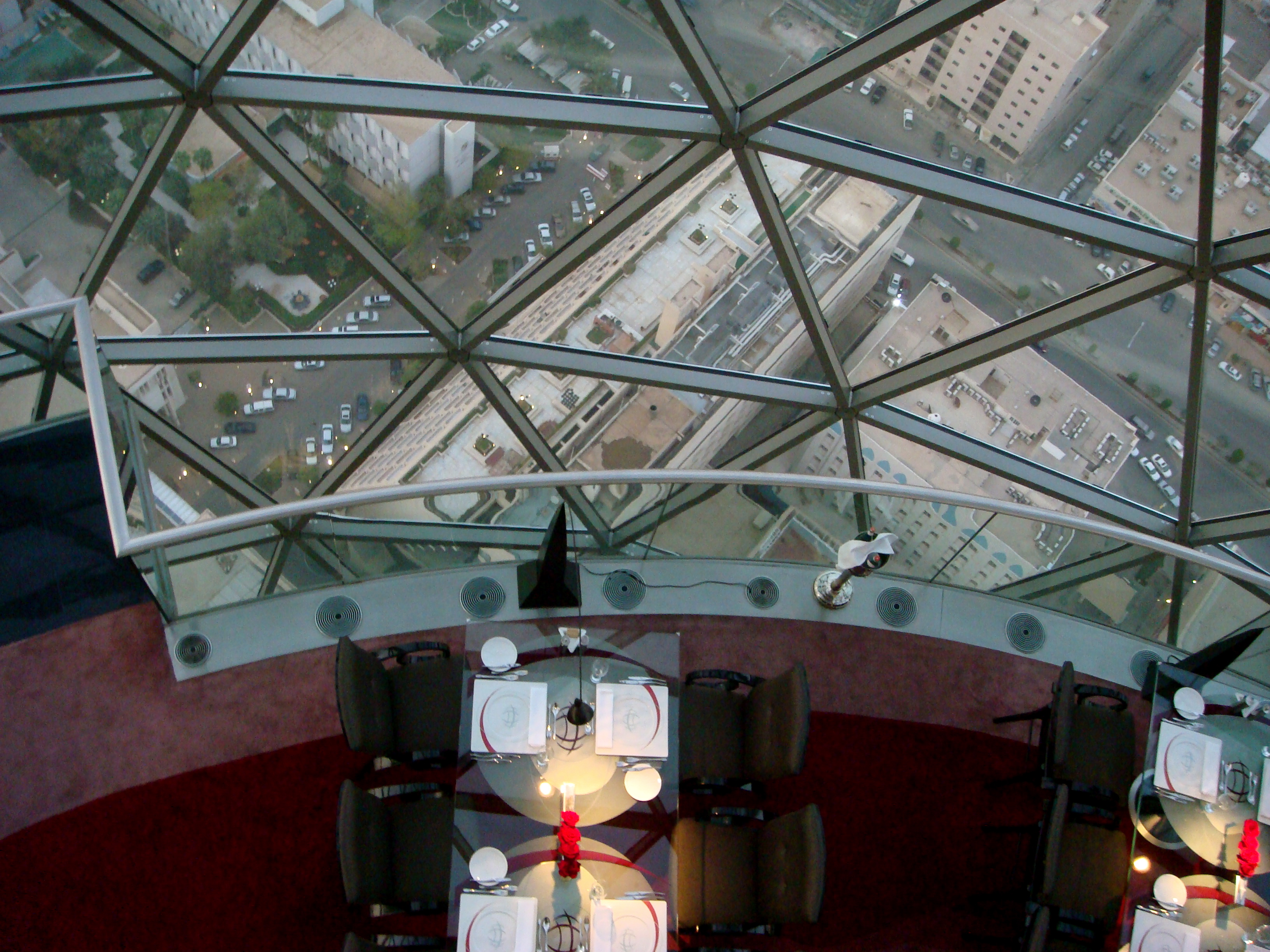
مطعم داخل الكرة الزجاجية أعلى البرج
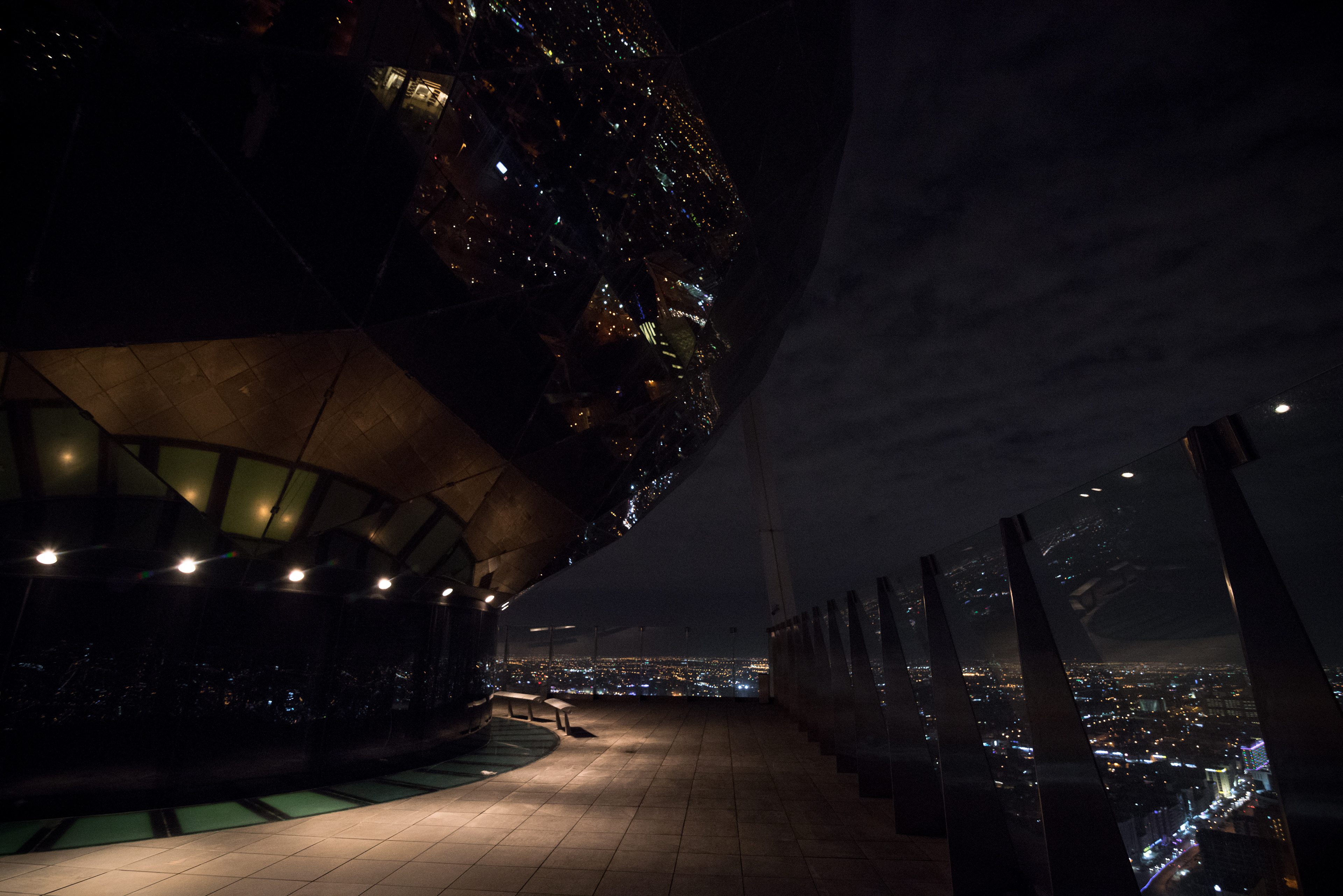

## وصلات خارجية
- موقع برج الفيصلية
- برج الفيصلية
- Al-Faisaliah Center نسخة محفوظة 25 أبريل 2005 على موقع واي باك مشين. at ArchNet
- Al Faisaliyah Center at Phorio